# Centrovoj iz podnebes'ja
Centrovoj iz podnebes'ja (Центровой из поднебесья) è un film del 1975 diretto da Isaak Semёnovič Magiton.

## Trama
Il film racconta la squadra di basket "Student", guidata dall'allenatore Samson Groznyak. La squadra è piena di ambizioni, ma manca un buon centro. Yurij Kulič-Kulikovskij è un normale pastore, ha un brillante background naturale per il basket, ma non è affatto interessato allo sport. Non sarebbe mai entrato nella squadra se non si fosse innamorato della cantante Nina Čelnokova. La solista del popolare ensemble viaggia in molte città e l'unica possibilità per starle dietro è viaggiare per il paese con una squadra di basket.